# Jacques Blum

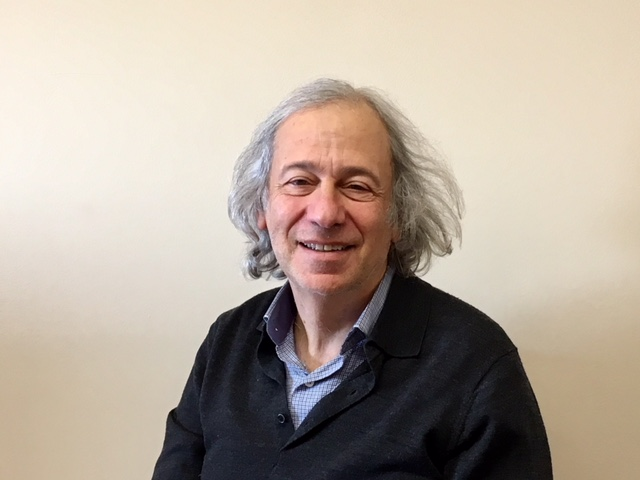
Jacques Blum, 2018

Jacques Blum (* 27. Dezember 1950 in Straßburg) ist ein französischer Mathematiker, der sich mit Numerischer Simulation von Systemen partieller Differentialgleichungen und optimaler Kontrolle befasst. Er ist Professor an der Universität Nizza (Sophia-Antipolis).
Blum studierte ab 1970 an der École normale supérieure und erhielt seine Maîtrise sowohl in Mathematik als auch in Physik 1971 an der Universität Paris VII, sein DEA in Numerischer Mathematik 1972 an der Universität Paris VI und seine Agrégation in Mathematik 1973. Danach forschte er für das CNRS am  Laboratoire d'Analyse Numérique der Universität Paris VI, ab 1981 als Chargé de Recherches. 1985 habilitierte er sich (Doctorat d´Etat) an der Universität Paris VI bei Jacques-Louis Lions (Sur quelques problèmes d'analyse numérique et de controle optimal en physique des plasmas). 1987 wurde er Professor an der Universität Grenoble und seit 2000 ist er Professor in Nizza. 1987 bis 1999 war er auch Maître de Conférences an der École polytechnique.
1987 bis 1997 war er Berater im französischen Forschungszentrum für Kerntechnik in Cadarache. Insbesondere befasst er sich seit den 1970er Jahren mit Numerischer Simulation von Plasmen und Magnetfeldern in Tokamaks und ähnlichen Kernfusionsprojekten, beginnend mit dem Tokamak TFR 600 in Fontenay-aux-Roses und jüngst am ITER Projekt in Cadarache. Er befasst sich aber auch mit anderen Bereichen des Scientific Computing wie optimalen Formen von Flugkörpern bezüglich Minimierung von Radarquerschnitten und inversen Problemen bei Magnetenzephalogrammen.
1984 erhielt er die Bronzemedaille des CNRS und 1990 den Prix Blaise Pascal mit Denis Serre. 1998 war er einer der Empfänger des Seymour Cray Preises für Beiträge zum Vergleich von Beobachtungsdaten (Satelliten) mit Modellen von Meeresströmungen.